# Alien: Earth
Pour les articles homonymes, voir Alien.
Production
Diffusion
Alien: Earth est une série télévisée américaine en huit épisodes, créée par Noah Hawley et diffusée depuis le 12 août 2025 sur la chaîne FX ainsi que sur la plateforme Hulu aux États-Unis et depuis le 13 août 2025 sur Disney+ pour les autres pays. Il s'agit d'une coproduction entre 20th Television et Scott Free Productions.
Il s'agit de la première série officielle basée sur la franchise Alien. L'intrigue se déroule deux ans avant les évènements du film original, toutefois dans une continuité parallèle à celle de la saga cinématographique et notamment des préquelles Prometheus et Alien: Covenant dont la série ne reprend pas les éléments.

## Synopsis
En 2120, la société est dominée par cinq grandes corporations se disputant territoires, richesses naturelles et technologies. Les humains côtoient une humanité « augmentée » : les Cyborgs, les Synthétiques et les Hybrides.
Sur une île secrète, un petit groupe d'enfants malades servent de cobayes à la corporation Prodigy du richissime Boy Kavalier. La petite Marcy et ses camarades sont transférés dans des corps synthétiques adultes pour être les premiers hybrides entre l'homme et la machine. Ils se rebaptisent comme les enfants perdus du Pays imaginaire dans Peter Pan. Marcy, rebaptisée Wendy, une machine à la conscience d'un enfant et au cœur sensible, cherche à retrouver son frère Joe, devenu médecin urgentiste.
Au même moment, le USCSS Maginot, cargo marchand de la Weyland-Yutani, revient d'une mission aux confins de l'espace avec des spécimens extra-terrestres dont les ADN serviraient à la recherche médicale et militaire. Mais le vaisseau, hors de contrôle, s'écrase brutalement sur Terre, en territoire contrôlé par Prodigy. Ce qui donne le droit à Boy Kavalier de récupérer la cargaison. Il envoie Wendy et ses camarades dans les débris du cargo. 
Joe, sans savoir que sa sœur vit sous une autre forme, est envoyé pour porter les premiers secours avec des soldats. Il découvre un laboratoire saccagé, un xénormorphe très agressif, et un cyborg prêt à tout pour le ramener vivant…

## Distribution

### Acteurs principaux
- Sydney Chandler (VF : Esthèle Dumand) : Wendy
- Timothy Olyphant (VF : Anatole de Bodinat) : Kirsh
- Alex Lawther (VF : Maxime Baudouin) : Joseph D. « Joe » Hermit
- Samuel Blenkin (en) (VF : Melki Izzouzi) : Boy Kavalier
- Essie Davis (VF : Juliette Degenne) : Dame Sylvia
- David Rysdahl (VF : Antoine Schoumsky) : Arthur
- Adarsh Gourav (en) (VF : Alexandre Nguyen) : Slightly
- Kit Young (en) : Tootles
- Babou Ceesay (en) (VF : Diouc Koma) : Morrow
- Jonathan Ajayi (en) (VF : Baptiste Marc) : Smee
- Erana James : Curly
- Lily Newmark (en) : Nibs
- Diêm Camille (VF : Amélia Ewu) : Siberian
- Adrian Edmondson (VF : Gabriel Le Doze) : Atom Eins
- Moe Bar-El (VF : Kylian Trouillard) : Benjamin Rashidi

### Acteurs secondaires
- Richa Moorjani (en) (VF : Kahina Tagherset) : Zoya Zaverni
- Sandra Yi Sencindiver (en) (VF : Léovanie Raud) : Yutani
- Kit Young (en) : Tootles
- Lloyd Everitt (en) (VF : Laurent Gris) : Hoyt
- Amir Boutrous (VF : Romain Altché) : Rahim
- Karen Aldridge (en) : Chibuzo
- Michael Smiley (VF : Stéphane Bazin) : Shmuel
- Jamie Bisping : Malachite
- Andy Yu : Teng
- Max Rinehart : Bronski
- Enzo Cilenti (VF : François Raison) : Petrovich
- Tanapol Chuksrida : Dinsdale

Source VF[réf. nécessaire]

## Production

### Développement
En février 2019, deux séries télévisées, basées sur l'univers d'Alien, sont annoncées être en développement : une série animée intitulée Alien: Isolation et une série en prise de vues réelles produite par Ridley Scott pour la chaîne FX sur Hulu.
En décembre 2020, lors de la journée des investisseurs de Disney, ce projet est officiellement confirmé, avec Noah Hawley comme showrunner et Ridley Scott comme producteur exécutif,. La série est intitulée Alien: Earth, dont l'histoire se déroulera sur Terre dans un futur proche.
Le 17 février 2022, la série serait un préquel se situant avant les événements du film Alien (1979). Noah Hawley a précisé que la série s'inspirerait davantage du style et de la mythologie du film original de 1979, plutôt que des films préquels Prometheus (2012) et Alien: Covenant (2017).
En avril 2023, John Landgraf (en) annonce qu'elle était en « préproduction active ».
En juillet 2024, elle est entrée en phase de post-production.

### Attribution des rôles
En mai 2023, Sydney Chandler est choisie pour incarner le rôle principal. En juillet, Alex Lawther, Samuel Blenkin (en), Essie Davis et Adarsh Gourav (en) intègrent la distribution. En novembre, Timothy Olyphant et David Rysdahl rejoignent la distribution : Timothy Olyphant incarne Kirsh, le mentor et formateur de l'androïde Wendy, une femme ayant le corps d'une adulte et la conscience d'une enfant.

### Tournage
Le tournage devait commencer en mars 2022, mais est retardé en raison de la pandémie de Covid-19.
Il débute finalement le 19 juillet 2023 en Thaïlande.
En août 2023, le tournage, sans l’actrice américaine Sydney Chandler, est autorisé pendant la Grève SAG-AFTRA 2023, car les employés britanniques travaillaient sous un contrat Equity, un accord garantissant des conditions de travail équitables et des protections spécifiques. À la fin du mois d’août, la production est interrompue en raison de la grève.
En avril 2024, le tournage reprend, et s’achève à la mi-juillet suivant.

### Fiche technique
Sauf indication contraire, les informations mentionnées dans cette section peuvent être confirmées par la base de données cinématographiques IMDb,  présente dans la section « Liens externes ».
- Titre original et français : Alien: Earth
- Création : Noah Hawley
- Réalisation : Dana Gonzales, Ugla Hauksdóttir et Noah Hawley
- Scénario : Bob DeLaurentis (en), Bobak Esfarjani, Noah Hawley, Lisa Long, Maria Melnik et Migizi Pensoneau
- Musique : Jeff Russo
- Direction artistique : Shira Hockman et Wolfgang Metschan
- Décors : Andy Nicholson et Jason Knox-Johnston
- Costumes : Suttirat Anne Larlarb
- Photographie : David Franco, Bella Gonzales, Dana Gonzales et Colin Watkinson (en)
- Son : Justin M. Davey, Lee Gilmore, Nolan McNaughton et Chris Terhune
- Montage : Curtis Thurber
- Casting : Kate Rhodes James
- Production : Regis Kimble, Chris Lowenstein, Darin McLeod, Maria Melnik et Kristy Reed
  - Coproduction : Marjorie Chodorov, Cory Faulkner, Christine Lavaf et Kristy Reed
  - Production exécutive : Dana Gonzales, Noah Hawley, Walter Hill, Clayton Kruegern, Joseph E. Iberti, Ridley Scott et David W. Zucker
- Sociétés de production : 20th Television et Scott Free Productions
- Sociétés de distribution : FX et Hulu (États-unis) ; Disney+ (France)
- Pays de production :  États-Unis,  Royaume-Uni
- Langue originale : anglais
- Format : couleur
- Genre : science-fiction horrifique
- Nombre de saisons : 1
- Nombre d'épisodes : 8
- Durée : 54 à 63 minutes
- Dates de première diffusion :
  - États-Unis, Québec[14] : 12 août 2025 sur FX, Hulu et Disney+
  - Belgique[15], France[16] : 13 août 2025 sur Disney+

## Épisodes
La série contient huit épisodes, les deux premiers diffusés le 12 août 2025, puis un par semaine jusqu'au 23 septembre 2025.
1. Le Pays imaginaire (Neverland)
2. M. Octobre (Mr. October)
3. Métamorphose (Metamorphosis)
4. Titre français inconnu (Observation)
5. Titre français inconnu (In Space, No One…)
6. Titre français inconnu (The Fly)
7. Titre français inconnu (Emergence)
8. Titre français inconnu (The Real Monsters)